# Motu proprio
Motu proprio (łac. z własnej inicjatywy) – list papieski o charakterze dekretu powstały z inicjatywy własnej papieża.
Prawa ustanowione przez taki dokument są niezależne od okoliczności zewnętrznych (niewymuszone przez nie), natomiast udzielone przywileje i dyspensy są ważne nawet wtedy, gdy nie zgadzają się z innymi przepisami prawa kanonicznego czy przywilejami.
Pierwszy list motu proprio wydał papież Innocenty VIII w roku 1484.